# لوربرگ
لوربرگ (به انگلیسی: Leverburgh) یک روستا در بریتانیا است که در هبریدهای بیرونی واقع شده‌است.